# CH Большого Пса
CH Большого Пса (лат. CH Canis Majoris) — двойная затменная переменная звезда типа Алголя (EA) в созвездии Большого Пса на расстоянии приблизительно 4480 световых лет (около 1374 парсеков) от Солнца. Видимая звёздная величина звезды — от +12,7m до +12,1m. Орбитальный период — около 1,7219 суток.